# Monasterolo Torinese
Monasterolo Torinese (Monasterël in piemontese, Mosteirël in dialetto locale) è un piccolo e antico paese, frazione di Cafasse. Conta una popolazione di circa 1.200 abitanti e fu comune autonomo fino al 1928. 

## Geografia fisica
Il paese si adagia su un altopiano a 467 m sul livello del mare, alle pendici del Monte Corno(1229 m); storicamente era distinto in tre Rioni: Piedimonte, Piedivalle e Piedimezzo.

## Storia
Le origini di Monasterolo si perdono nei secoli e le prime notizie, purtroppo frammentarie e incomplete, datano verso l'anno mille la sua comparsa sulla ribalta della storia.
Il nome farebbe supporre l'esistenza di un piccolo monastero alle dipendenze di qualche monastero maggiore, la cosa sotto molti aspetti è plausibile poiché pur tra le solite, inevitabili, discordanze storiche, numerosi documenti curiali e notarili, riportano, anche solo per motivi marginali, il nome di Monasterolo riferendosi alla chiesa ivi esistente e dedicata a Santa Maria.
Lo storico Bertolotti affermava in un suo scritto del 1878 che in documenti datati 1011, da lui attentamente consultati e vagliati, era fatta menzione della chiesa dedicata a Santa Maria “in valle Mathegarum”, cioè nella zona di Mathi.
Un altro documento dell'archivio Arcivescovile di Torino del Vescovo Meinardo (scomparso nel 1118) viene elencata la chiesa di Monasterolo tra i beni posseduti dall'Abbazia di San Solutore di Torino.
Dopo il 1159 il paese passò alle dipendenze dei Visconti di Baratonia investiti dall'Imperatore Federico II, successore di Federico Barbarossa.
Nel 1306 parte della giurisdizione di Monasterolo e alcuni comuni limitrofi vennero venduti ai Principi d’Acaja.
Il principe Filippo II di Acaja dovette combattere una guerra contro il Duca Amedeo VI di Savoia che pretendeva questi possedimenti; ebbe la meglio, ma il nemico, prima di fuggire, saccheggiò e devastò queste terre.
Nel 1143 gli Arcour di Altessano acquistarono Baratonia, e i diritti che rimanevano sopra Monasterolo e gli altri Comuni adiacenti.
Monasterolo fu comune autonomo dal 1560 al 1928, quando il governo fascista lo unì al Comune di Cafasse e quindi ne diventò la frazione.

## Elementi e luoghi di interesse
- Monte Corno.
- La località è sull'itinerario ciclopedonale Stouring[2]
- La Ca' Bianca
- La Panchina gigante (Big Bench)